# وزارة حسين رشدي باشا الثانية
وزارة حسين رشدي باشا الثانية هي الوزارة الثانية والعشرون في مصر، والأولى في عهد السلطنة المصرية، صدر الأمر السلطاني بتشكيلها في 19 ديسمبر 1914. ألغيت فيها وزارة الخارجية لخضوع البلاد للحماية البريطانية.

## أعضاء الحكومة
| الوزارة               | الوزير                                                       | تعديل 20 مايو 1915 |
| --------------------- | ------------------------------------------------------------ | ------------------ |
| رئيس مجلس الوزراء     | حسين رشدي باشا                                               |                    |
| وزير الداخلية         | حسين رشدي باشا (بالإضافة إلى منصبه رئيسًا لمجلس الوزراء)      |                    |
| وزير الحقانية         | عبد الخالق ثروت باشا                                         |                    |
| وزير المالية          | يوسف وهبة باشا                                               |                    |
| وزير المعارف العمومية | عدلي يكن باشا                                                |                    |
| وزير الأشغال العمومية | إسماعيل سري باشا                                             |                    |
| وزير الحربية والبحرية | إسماعيل سري باشا (بالإضافة إلى منصبه وزيرًا للأشغال العمومية) |                    |
| وزير الأوقاف          | إسماعيل صدقي باشا                                            | إبراهيم فتحي باشا  |
| وزير الزراعة          | أحمد حلمي باشا                                               |                    |

## تعديلات
- في 20 مايو 1915 أسندت وزارة الأوقاف إلى إبراهيم فتحي باشا.[3]

## وصلات داخلية
- قائمة رؤساء مجلس وزراء مصر